# Фероценофани

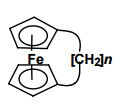
Фероценофани

Фероценофани (англ. ferrocenophanes, рос. ферроценофаны) — сполуки, в яких два кільцевих компоненти фероцену з'єднані одним або більше містковими ланцюжками.